# Dhankuta District
Dhankuta District er et af Nepals 75 administrative og politiske regioner, betegnet distrikter (lokalt betegnet district, zilla, jilla el. जिल्ला). Dhankuta er et distrikt i bakkeområdet Middle Hills, som ligger i Kosi Zone i Eastern Development Region.
Dhankuta areal er 891 km² og der boede ved folketællingen 2001 i alt 166.479 og i 2007 185.957 og i 2011 163.412 i distriktet. Distriktets politiske organ District Development Committee er sammensat gennem indirekte valg, med repræsentation fra hver af de 9-17 administrative enheder ilakaer, hvert distrikt er opdelt i.
Dhankuta District er endvidere opdelt i 36 udviklingskommuner (lokalt navn: Gaun Bikas Samiti (G.B.S.) el. Village Development Committee (VDC)), hvoraf byer med over 10.000 indbyggere kategoriseres som købstæder (municipalities).
Dhankuta District er udviklingsmæssigt – gennem anvendelse af FN og UNDP's Human Development Index – kategoriseret som nr. 13 ud af Nepals 75 distrikter.

## Eksterne links
- Kort over Dhankuta District Arkiveret 14. december 2007 hos  Wayback Machine
- Dhankuta District sundhedsprofil – fra FN-Nepal (på engelsk) Arkiveret 27. september 2007 hos  Wayback Machine

26°58′53″N 87°20′36″Ø / 26.9814°N 87.3433°Ø